# Az-Zâhir Sayf ad-Dîn Khuchqadam
Pour les articles homonymes, voir Az-Zahir et Sayf ad-Dîn.
Az-Zâhir Sayf ad-Dîn Khuchqadam, Khuchqadam, Kouchkadam ou Hoşkadem (? -1467) est un sultan mamelouk burjite qui règne en Égypte de 1460 à 1467.

## Biographie
Khuchqadam est le premier sultan originaire du sultanat de Roum (en Anatolie) bien qu'on le dise aussi des bahrites Baybars al-Jashankir et de Lajin avant lui.
Il a été acheté comme esclave par Chaykh al-Muhammudi et a été enrôlé dans le corps de jâmdâr. Pendant le règne du fils de Chaykh al-Muhammudi, Al-Muzaffar Ahmad, il devient membre des gardes du sultan. Il n'est promu émir de dix qu'en 1442. En 1446, il atteint le grade d'émir de mille à Damas.
En 1448, Khuchqadam est à Kozan en Cilicie, alors dominée par les beys ramazanides vassaux des Mamelouks, une mosquée porte une dédicace à son nom. En 1450 il devient chef des militaires de la cour au Caire. En 1456 pendant le règne d'Inal, il est ministre de la guerre et mène une expédition contre les Karamanides.
En 1460, le sultan Inal, décède à l'âge de quatre-vingt ans. Son fils Ahmad a alors trente ans et lui succède avec le titre d’Al-Muyyad Chihab ad-Dîn. Il semble décidé à amener des réformes dans le fonctionnement de l'état mamelouk. Khuchqadam devient atabeg.
Après quatre mois de règne,
toutes les factions se dressent pour s'opposer au risque de voir leurs privilèges mis en cause. Les mamelouks d'Inal, mécontents de sa politique, conspirent contre lui et offrent le trône à Jânim gouverneur de Damas. Les Mamelouks de Jaqmaq lui préfèrent Khuchqadam et se dépêchent de l'élire avant l'arrivée de Jânim, font prisonnier Ahmad et l'envoient à Alexandrie. Quand Jânim arrive enfin au Caire il n'a plus rien d'autre à faire que de reconnaître Khuchqadam et de repartir vers Damas.

### Le règne
Khuchqadam prend le titre d’Az-Zâhir Sayf ad-Dîn. À peine au pouvoir, Khuchqadam  doit affronter les factions qui n'ont pas obtenu gain de cause dans la course au pouvoir. L'anarchie et la concussion règnent en Égypte, le sultan laisse faire. Le pays s'affaiblit pendant que le grand rival ottoman se renforce.
Les Ottomans et les Mamelouks vont s'affronter autour de deux principautés tampons entre leurs territoires, celles des Karamanides et des Dulkadirides.
Les deux puissances s'affrontent à propos de la succession des Karamanides qui étaient jusque-là des vassaux des Mamelouks. Le bey İbrahim II a désigné comme successeur son fils İshak. Les six autres demi-frères d’İshak n’acceptent pas que ce fils d’esclave leur soit préféré alors qu’ils sont fils de la sœur du sultan Murad II. Ils assiègent İbrahim et İshak à Konya. Tous deux doivent s’enfuir. İbrahim meurt en 1463. Les désordres provoqués par la querelle de succession ont presque abouti à la disparition des Karamanides. Pîr-Ahmed aidé par les Ottomans vainc son frère İshak au cours d’une bataille à Ermenek. Il se considère alors comme un vassal de Murad II mais entre en conflit avec son nouveau suzerain à cause d’un traité avec les Vénitiens. Le sultan ottoman Mehmet II le Conquérant qui succède à Murad II, est décidé d’en finir avec les Karamanides.
L'autre querelle intervient entre les Mamelouks et les Ottomans autour de la principauté des Dulkadirides qui était aussi jusqu'alors vassale des Mamelouks et qui se trouve soutenue par les Ottomans dans ses revendications territoriales. En 1465, le bey de Dulkadir Melik Arslan est assassiné par son frère Şahbudak qui a le soutien des Mamelouks.
Khuchqadam meurt de dysenterie 9 octobre 1467. Il n'a pas désigné de successeur et laisse ainsi les factions s'affronter. Deux émirs s'affrontent Bilbay et Timurbugha.